# Конвенция о работе на условиях неполного рабочего времени
Конвенция № 175 о работе на условиях неполного рабочего времени (англ. Part-Time Work Convention) — конвенция международной организации труда 1994 года о защите прав работников, работающих на условиях неполного рабочего времени, в том числе утверждающая право работников на равную оплату за равный объём работы. Ратифицирована Россией в 2016 году.
Утверждена 24 июня 1994, со следующей преамбулой (цитата не полная):
признавая важность производительной и свободно избранной занятости для всех трудящихся, экономическое значение работы на условиях неполного рабочего времени, необходимость того, чтобы политика в области занятости учитывала роль работы на условиях неполного рабочего времени в деле создания дополнительных возможностей занятости, и необходимость обеспечения защиты трудящихся, занятых неполное рабочее время, в таких областях, как доступ к занятости, условия труда и социальное обеспечение,

постановив принять ряд предложений, касающихся работы на условиях неполного рабочего времени,..
Recognizing the importance of productive and freely chosen employment for all workers, the economic importance of part-time work, the need for employment policies to take into account the role of part-time work in facilitating additional employment opportunities, and the need to ensure protection for part-time workers in the areas of access to employment, working conditions and social security, and
Having decided upon the adoption of certain proposals with regard to part-time work,…

## Ратификации
На июнь 2018 года конвенцию ратифицировали следующие 17 государств:
| Государство          | Дата ратификации |
| -------------------- | ---------------- |
| Албания              | 3 марта 2003     |
| Австралия            | 10 августа 2011  |
| Бельгия              | 8 июня 2016      |
| Босния и Герцеговина | 18 января 2010   |
| Венгрия              | 9 апреля 2010    |
| Гайана               | 3 сентября 1997  |
| Гватемала            | 28 февраля 2017  |
| Италия               | 13 апреля 2000   |
| Люксембург           | 21 апреля 2001   |
| Маврикий             | 14 июня 1996     |
| Нидерланды           | 5 февраля 2001   |
| Португалия           | 2 июня 2006      |
| Республика Кипр      | 28 февраля 1997  |
| Россия               | 29 апреля 2016   |
| Словения             | 8 мая 2001       |
| Швеция               | 10 июня 2002     |
| Финляндия            | 25 мая 1999      |